# Seymour Slive
Seymour Slive (* 15. September 1920 in Chicago, Illinois; † 14. Juni 2014 in Cambridge, Massachusetts) war ein amerikanischer Kunsthistoriker und Museumsdirektor.

## Leben
Seymour Slive wurde als Sohn des russisch-jüdischen Daniel Slive und Sophia Rapoport geboren. Er begann zunächst das Studium der Kunstgeschichte und diente während des Zweiten Weltkriegs von 1942 bis 1946 bei der US-Marine im Pazifik. Slive beschloss sein Studium 1952 an der Universität Chicago mit einer Dissertation unter Ulrich Middeldorf mit dem Titel „Rembrandt and His Critics, 1630–1730“. Er hatte bereits zuvor einen Lehrauftrag am Oberlin College übernommen. 1954 wechselte er an die Harvard University, wo er 1961 eine feste Professur erhielt, eine Stelle, die er dreißig Jahre innehatte. Von 1968 bis 1971 leitete er die Abteilung für Bildende Künste und wurde 1975 Direktor des Harvard Art Museum der Universität.
Slive hat seine Forschung hauptsächlich der holländischen Malerei des 17. Jahrhunderts gewidmet, insbesondere der Kunst ihres größten Porträtmalers Frans Hals und des Landschaftsmalers Jacob van Ruisdael. Mit Jakob Rosenberg und Engelbert Hendrik Ter Kuile veröffentlichte er 1966 die zusammenfassende Darstellung „Dutch Art and Architecture“.

## Ehrungen
Slive war seit 1964 Mitglied der American Academy of Arts and Sciences. 1995 wurde er zum korrespondierenden Mitglied der British Academy gewählt. Er wurde kurz vor seinem Tod 2014 mit dem Ehrendoktor der Harvard University ausgezeichnet.

## Werke (Auswahl)
- Rembrandt and His Critics, 1630–1730, (Diss.) 1953, ISBN 0878173110
- mit Jakob Rosenberg, Engelbert Hendrik Ter Kuile: Dutch Art and Architecture. 1600–1800. Penguin Books, Harmondsworth, Middlesex 1966.
- Frans Hals. National Gallery of Art: Kress Foundation, Studies in the History of European Art, London – Phaidon Press, 1974
- Jacob van Ruisdael. 1981, ISBN 0896592375
- (Hrsg.): Frans Hals. Prestel-Verlag, München & Mercatorfonds, Antwerpen, 1989, ISBN 3791310321
- Dutch Painting: 1600–1800. 1995, ISBN 0300064187
- Jacob van Ruisdael: A Complete Catalogue of His Paintings, Drawings, and Etchings. 2001, ISBN 0300089724
- Rembrandt Drawings. 2009, ISBN 9780892369768
- Jacob van Ruisdael: Windmills and Water Mills. 2011,  ISBN 9781606060551
- A Print after Jacob van Ruisdael, in Print Quarterly, XXIX, September 2012, Seite 320 f.